# 金牛座36
金牛座36，又名BD+23 609，HD 25555、SAO 76425、HR 1252，是金牛座的一颗恒星，视星等为5.47，位于銀經169.67，銀緯-20.79，其B1900.0坐标为赤經3h 58m 22.7s，赤緯+23° -20.79′ 51″。